# 王大鶴
王大鶴（?—?），字子野、一字露仲，號野性、一号嘯笠，通州人，清朝政治人物、進士出身。

## 生平
乾隆二十二年，登進士。乾隆四十二年，任河南學政。